# Sigara
Sigara är ett släkte av insekter. Sigara ingår i familjen buksimmare.

## Bildgalleri

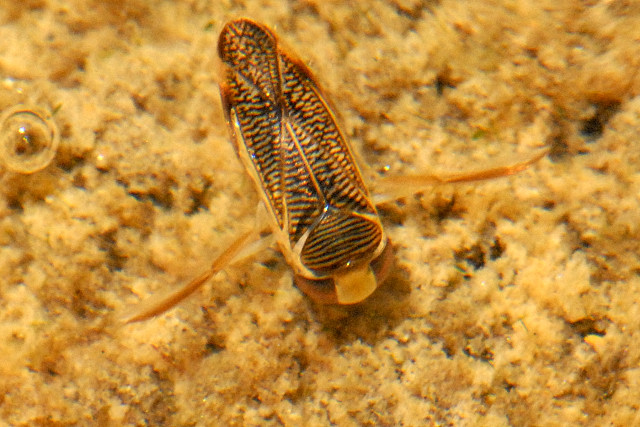
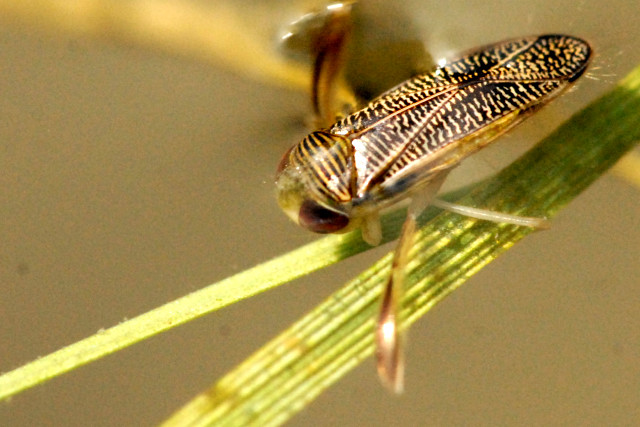
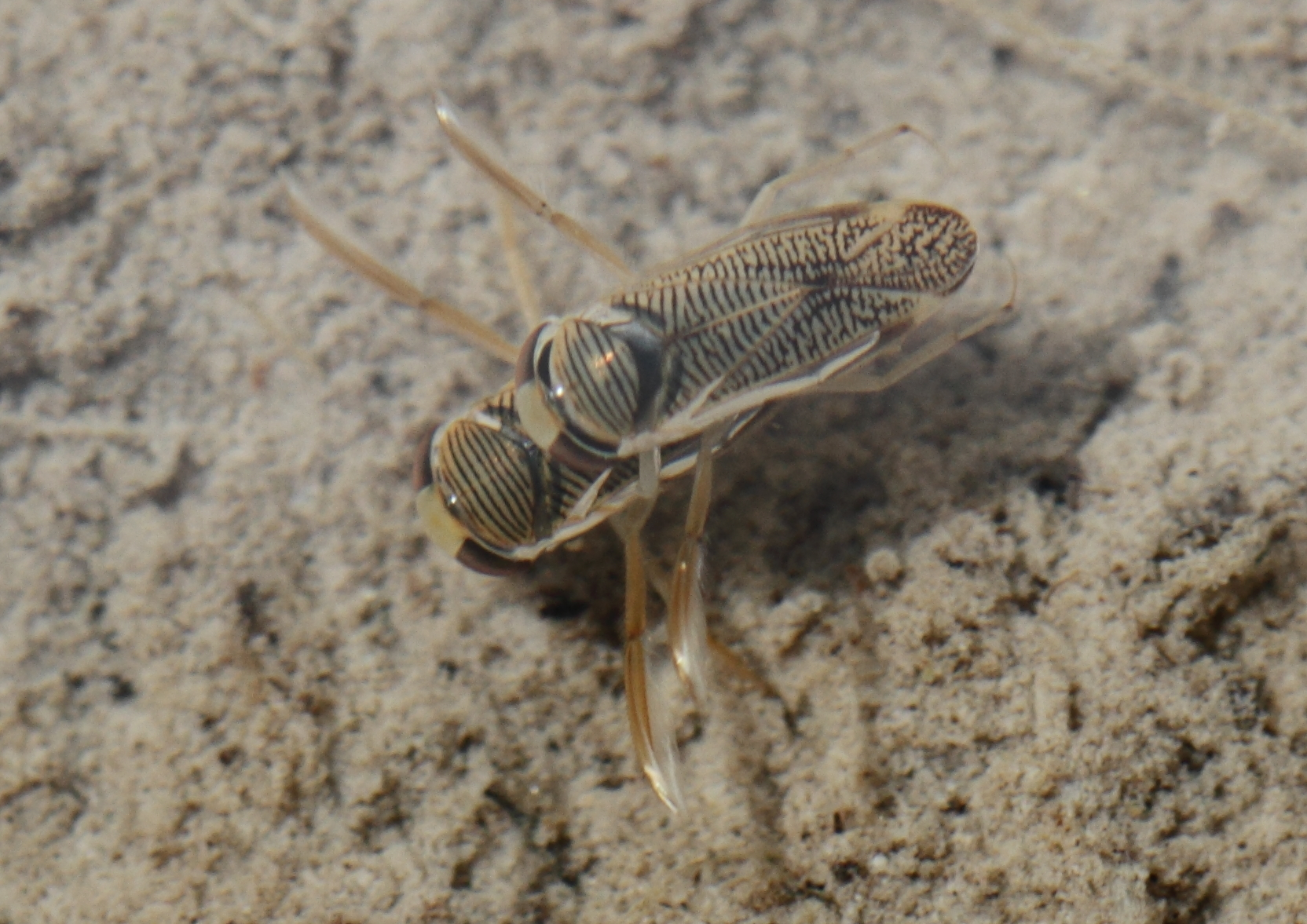
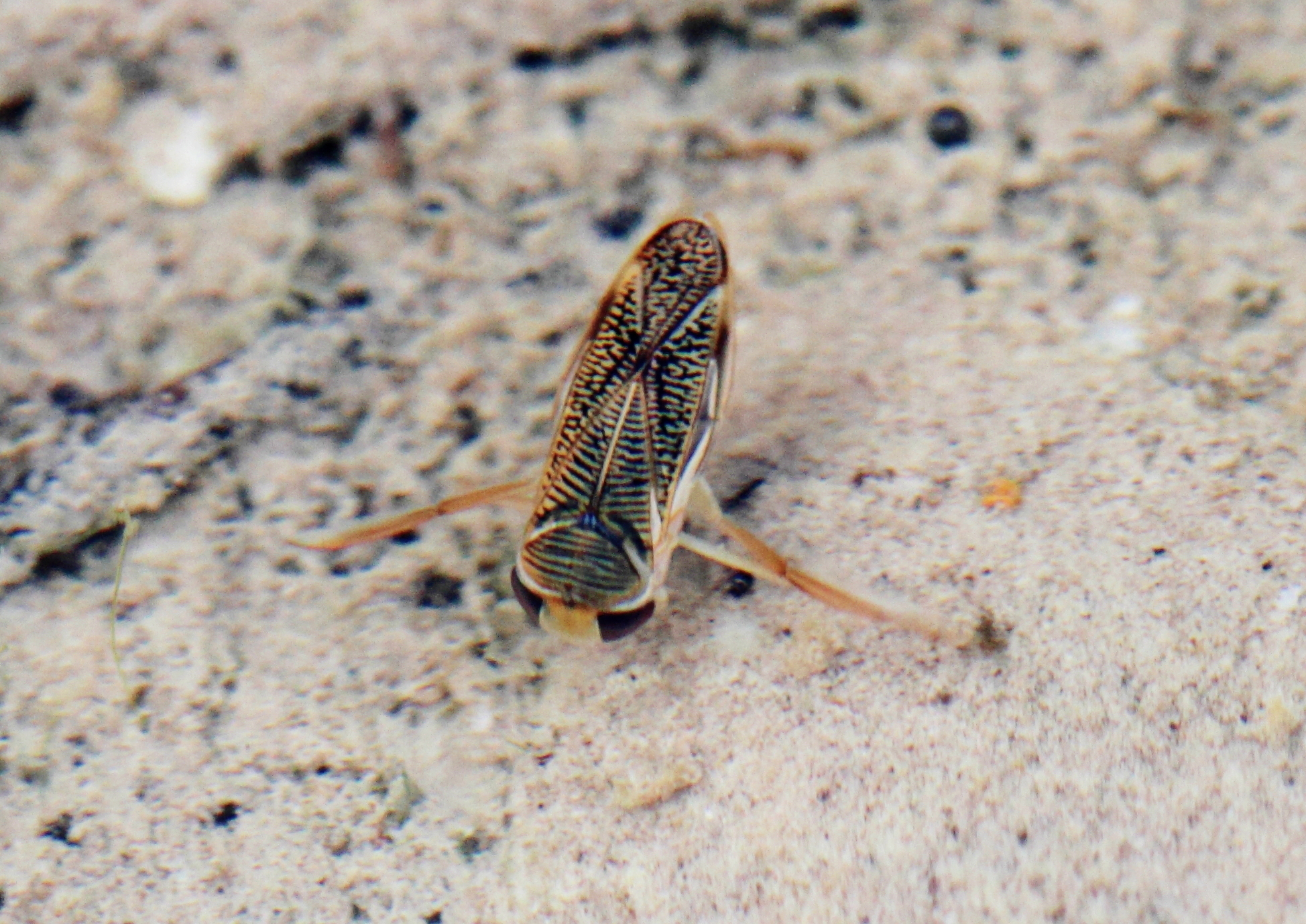

## Dottertaxa tillSigara, i alfabetisk ordning[1][2]
- Sigara alternata
- Sigara berneri
- Sigara bicoloripennis
- Sigara bradleyi
- Sigara compressoidea
- Sigara conocephala
- Sigara decorata
- Sigara decoratella
- Sigara defecta
- Sigara depressa
- Sigara distincta
- Sigara dolabra
- Sigara dorsalis
- Sigara douglasensis
- Sigara falleni
- Sigara fallenoidea
- Sigara fossarum
- Sigara gordita
- Sigara grossolineata
- Sigara hellensii
- Sigara hubbelli
- Sigara hydratotrephes
- Sigara iactans
- Sigara johnstoni
- Sigara knighti
- Sigara krafti
- Sigara lateralis
- Sigara limitata
- Sigara lineata
- Sigara longipalis
- Sigara mackinacensis
- Sigara macrocepsoidea
- Sigara macropala
- Sigara mathesoni
- Sigara mckinstryi
- Sigara mississippiensis
- Sigara modesta
- Sigara mullettensis
- Sigara nevadensis
- Sigara nigrolineata
- Sigara omani
- Sigara ornata
- Sigara paludata
- Sigara pectenata
- Sigara penniensis
- Sigara quebecensis
- Sigara saileri
- Sigara scabra
- Sigara scotti
- Sigara selecta
- Sigara semistriata
- Sigara sigmoidea
- Sigara signata
- Sigara solensis
- Sigara stagnalis
- Sigara stigmatica
- Sigara striata
- Sigara transfigurata
- Sigara trilineata
- Sigara vallis
- Sigara vandykei
- Sigara variabilis
- Sigara washingtonensis
- Sigara virginiensis
- Sigara zimmermanni